# Peru i olympiska sommarspelen 1996
Peru deltog i de olympiska sommarspelen 1996 med en trupp bestående av 29 deltagare, men ingen av landets deltagare erövrade någon medalj.

## Badminton
Herrsingel
- Mario Carulla

## Bordtennis
Damsingel
- Eliana González

Damdubbel
- Eliana González och Milagritos Gorriti

## Boxning
Lätt flugvikt
- Alberto Rossel
  - Första omgången — Förlorade mot Yang Xiangzhong (Kina) på poäng (7-16)

## Brottning
Lätt flugvikt, grekisk-romersk
- Jorge Yllescas

Flugvikt, grekisk-romersk
- Joël Basaldua

Mellanvikt, grekisk-romersk
- Félix Isisola

Lätt tungvikt, grekisk-romersk
- Lucio Vásquez

Fjädervikt, fristil
- Enrique Cubas

## Friidrott
Herrarnas 100 meter
- Javier Verne

Herrarnas maraton
- Miguel Mallqui — 2:25.56 (→ 71:e plats)

Herrarnas 110 meter häck
- José Riesco

Herrarnas höjdhopp
- Hugo Muñoz

Damernas maraton
- Marilú Salazar — 2:48.58 (→ 54:e plats)